# Apanteles cheesmanae
Apanteles cheesmanae är en stekelart som beskrevs av Wilkinson 1928. Apanteles cheesmanae ingår i släktet Apanteles och familjen bracksteklar. Inga underarter finns listade i Catalogue of Life.